# その電話が鳴るとき
『その電話が鳴るとき』（そのでんわがなるとき、朝鮮語: 지금 거신 전화는）は、2024年11月22日から2025年1月4日まで放送するMBC金土ドラマ。

## 登場人物

### 主要人物
- ペク・サオン：ユ・ヨンソク
- ホン・ヒジュ：チェ・スビン
- チ・サンウ：ホ・ナムジュン（朝鮮語版）
- ナ・ユリ：チャン・ギュリ

## スタッフ
- 演出：パク・サンウ、ウィ・ドゥッキュ
- 脚本：キム・ジウン